# وئولیا ترانسپورت هلند
وئولیا ترانسپورت هلند (انگلیسی: Veolia Transport Nederland) شرکت ترابری هلندی است، که در سال ۱۹۹۷ تأسیس شد.